# 張敏賢
張 敏賢（ちょう としまさ、1973年1月17日 - ）は、かつて最高位戦日本プロ麻雀協会に所属していたプロ雀士。Mリーグ審判。RTD株式会社代表取締役。東京都出身。法政大学経営学部卒。

## 略歴
- 2006年11月15日、最高位決定戦初出場にして最高位に。
- 2007年度の第32期最高位戦はディフェンディングチャンピオンとして登場、金子正輝･尾崎公太･伊藤英一郎の強豪を相手に初防衛成功。
- 2008年竹書房主催、麻雀最強戦優勝、第19期最強位となる。その模様は近代麻雀誌上で掲載された他、木山道明：作、最強戦クラッシュでドキュメント漫画化されている。これにより、最高位と最強位の両方を獲得した2人目の人物（1人目は飯田正人）となった（いわゆる「最高で最強」）[5]。
- 2008年から2015年まで最高位戦の事務局長を務める。
- 2013年、第38期最高位戦Aリーグに参加するも、全12期を戦い終わって▲477.1の第13位の成績で終わったため、来期からB1リーグへの降格が確定し、退会。
- フルキャストホールディングス創業者平野岳史、サイバーエージェント社長の藤田晋と親交をきっかけにビジネスを本格的に手掛けるようになる。2015年にRTD株式会社を設立し、スタイリッシュな麻雀店「NishiazabuRTD」をオープン。2016年から藤田プロデュースで行われているRTDリーグにも運営として関わっている。
- 2018年、Mリーグの創設時から公式審判を務める。1年目は164試合を1人で担当し、6年間で600試合以上の審判を務めた（2024年4月8日時点）[3]。

## 獲得タイトル
- 最強位 1期（第19期）
- 最高位 2期（第31期･32期）

## 出演
- モンド21麻雀プロリーグ（MONDO21）